# محمد صديق خان
وهو الشيخ محمد صديق بن حسن بن علي بن لطف الله القِنَّوجِي البخاري الحسيني نزيل بهوبال  (صديق حسن خان) ولد يوم الأحد 11 جمادى الأولى عام 1248هـ/1832م، ببلدة «بانس بريلي»، ولما بلغ السادسة من عمره توفي والده فأصبح يتيماً فقيراً في رعاية والدتهِ، ثم رحل مع أمه إلى قنوج موطن آبائهِ.
فعني بهِ أخوهُ أحمد حيث أشرف على تعليمهِ وتثقيفهِ ثم أخذ يطلب العلم وهو في مقتبل العمر، فقرأ على أساتذة بلدة «فرخ آباد» و«كانفور»، ثم سافر قاصداً «بهوبال»، بغية طلب الرزق. فلقي الحفاوة من الوزير جمال الدين الصديقي الدهلوي الذي ولاه الإشراف على تعليم أسباطهِ، ثم ساءت العلاقة وفسدت بينه وبين الوزير، فأخرجه من بهوبال ثم صلح الأمر بينهما، حيث أدرك الوزير قدرهُ فٱستقدمهُ إلى بهوبال وولاه تحرير (الوقائع) وزوجه بٱبنتهِ.
ولما سافر إلى الحج التقى بعدد من علماء اليمن فأخذ عنهم، وعندما رجع إلى بهوبال ولي منصب نظارة المعارف ثم نظارة ديوان الإنشاء ومنح لقب «خان».
ولما كان يتردد على ملكة بهوبال بحكم منصبهِ، وكانت أيماً، وقع في قلبها، فتزوجت بهِ، وأسندت إليه مهام واسعة، وأقطعتهُ أملاكاً شاسعة، وحاز على لقب «نواب»، ومنح حق التعظيم في أرجاء الهند.
ثم أخذت المؤامرات تحاك ضده من جانب الحكومة البريطانية واتهمته بالتحريض ضدها، والحض على الجهاد من خلال رسائلهِ وكتبهِ، وروجت الأشاعة عنهُ بأنه فرض الحجاب الشرعي على ملكة بهوبال فٱنتزعت منه ألقاب الإمارة، وتنكرت لهُ الوجوه إلا زوجتهُ ملكة بهوبال التي بقيت على حسن الود وكامل الإخلاص والوفاء.

## من مؤلفاته
- أبجد العلوم، وهو كتاب طبع بثلاثة أجزاء وأربعة مجلدات بتحقيق عبد الجبار زكار، من منشورات وزارة الثقافة والإرشاد القومي في سوريا.
- ترجمان الوهابية.
- إتحاف النبلاء المتقين بإحياء مآثر الفقهاء المحدثين.
- الاحتواء على مسألة الأستواء.
- الإدراك لتخريج أحاديث رد الأشراك.
- الإذاعة لما كان وما يكون بين يدي الساعة.
- أربعون حديثاً في فضائل الحج والعمرة.
- إفادة الشيوخ بمقدار الناسخ والمنسوخ.
- الإكسير في أصول التفسير.
- إكليل الكرامة في تبيان مقاصد الإمامة.
- الانتقاد الرجيح في شرح الأعتقاد الصحيح.
- بغية الرائد في شرح العقائد.
- البلغة في أصول اللغة.
- العَلَم الخفّاق في عِلْم الاشتقاق.
- غِصن البان المورق بمحسنات البيان.
- بلوغ السول في أقضية الرسول.
- تميمة الصبي في ترجمة الأربعين من أحاديث النبي.
- ثمار التنكيت في شرح أبيات التثبيت.
- حسن الأسوة بما ثبت من الله ورسوله في النسوة.
- الجنة في الأسوة الحسنة بالسنة.
- حجج الكرامة في آثار القيامة.
- الحرز المكنون من لفظ المعصوم المأمون.
- حصول المأمول من علم الأصول.
- الحطة في ذكر الصحاح الستة.
- خبيئة الأكوان في افتراق الأمم على المذاهب والأديان.
- دليل الطالب على أرجح المطالب.
- ذخر المحتي من آداب المفتي.
- رحلة الصديق إلى البيت العتيق.
- الروضة الندية في شرح الدرر البهية.
- رياض الجنة في تراجم أهل السنة.
- السحاب المركوم في بيان أنواع الفنون وأسماء العلوم. (وهو القسم الثاني من كتاب أبجد العلوم).
- سلسلة العسجد في ذكر مشايخ السند.
- شمع أنجمن في ذكر شعراء الفرس وأشعارهم. باللغة الفارسية.
- ضالة الناشد الكئيب في شرح المنظوم المسمى بتأنيس الغريب.
- ظفر اللاظي بما يحب في القضاء على القاضي.
- العبرة مما جاء في الغزو والشهادة والهجرة.
- عون الباري بحل أدلة البخاري.
- غنية القاري في ترجمة ثلاثيات البخاري.
- فتح البيان في مقاصد القرآن. (أربعة مجلدات).
- فتح المغيث بفقه الحديث.
- الفرع النامي من الأصل السامي.
- قصد السبيل إلى ذم الكلام والتأويل.
- قضاء الأرب من مسألة النسب.
- قطف الثمر من عقائد أهل الأثر.
- الدين الخالص.
- كشف الالتباس عما وسوس به الخناس. (باللغة الهندية).
- لف القماط على تصحيح بعض ما أستعملهُ العامة من المولد والمعرب والأغلاط.
- لقطة العجلان مما تمس إلى معرفته حاجة الإنسان.
- مثير ساكن الغرام إلى روضات دار السلام.
- مسك الختام شرح بلوغ المرام. (مجلدين).
- منهج الوصول إلى اصطلاح أحاديث الرسول.
- الموعظة الحسنة بما يخطب بهِ في شهور السنة.
- نشوة السكران من صهباء تذكار الغزلان.
- نيل المرام من تفسير آيات الأحكام.
- هدية السائل إلى أدلة المسائل.
- الوشي المرقوم في بيان أحوال العلوم، المنثور منها والمنظوم. (وهو القسم الأول من كتاب أبجد العلوم).
- يقظة أولي الأعتبار مما ورد في ذكر النار وأصحاب النار.
- الإقليد لأدلة الأجتهاد والتقليد.
- التاج المكلل من جواهر مآثر الطراز الآخر والأول، (وهو كتاب سير وترجمة 543 عالِم من علماء الإسلام).
- الأربعون حديثاً متواترة، مطبوع في بهوبال.
- ربيع الأدب، (مخطوط).
- الروض البسام، (مجهول).
- الغنة ببشارة أهل الجنة، وهو كتاب في التصوف.
- الكلمة العنبرية في مدح خير البرية، (وهو قصيدة في مدح النبي محمد أوردها أبنه النواب السيد محمد علي خان في (مآثر صديقي) صفحة 28 - 32).
- اللواء المعقود لتوحيد الرب المعبود.
- تخريج الوصايا من خبايا الزوايا، طبع في مصر.
- تكحيل العيون بتصاريف العلوم والفنون، (مخطوط).
- التذهيب شرح التهذيب.
- إحياء الميت بذكر مناقب أهل البيت، (مخطوط).

## وفاته
وهو في خضم محنتهِ في أمر الولاية ومؤامرات الحكومة ضده أصابه مرض الاستسقاء، واشتد عليه حتى توفي ليلة 29 جمادى الآخرة عام 1307 هـ/1890م، ولهُ من العمر تسع وخمسون عاماً.